# Мінхочао
Мінхочао (порт. minhocão від minhoca — «хробак») — міфічна істота, велетенський черв'як, який, за легендами мешкав у болотах Бразилії. Об'єкт вивчення криптозоологів. В індіанців Бразилії також побутують назви бітата, мбої-асу або мбої-тата.

## Опис
Мінхочао описують, як дощового черва завдовжки 20-50 метрів і товщиною 2-3 метри, з лускатою шкірою і кількома щупальцеподібними придатками, що стирчать з голови (місцевий житель описав їх як «роги»). Стверджується, що ця істота мешкає в озері і затягує під воду великих ссавців, включаючи худобу. Також діяльності мінхочао приписують риття величезних підземних ходів і траншей. Рух істоти супроводжує «гуркіт, схожий на грім» — дослідники припускають, що мінхокан використовувався як пояснення сейсмічної активності в цій місцевості..

## Історія
Перше повідомлення про черв'яка з'явилося у 1847 році в статті Огюстена де Сент-Ілера, яка опублікована в американському журналі Science. Автор описував випадки нападу мінхочао на домашню худобу поблизу річки Ріо-душ-Пілолес, де монстр не тільки ловив рибу, а й полював на корів, мулів і коней, які переходять річку вбрід. Те ж було і на озерах Падре Аранда і Фейя в бразильській провінції Гояс. Так, у 1840 році якась бразилійка, що жила поблизу річки Парана, збиралася набрати води з басейну поруч з будинком, як раптом побачила неподалік величезну тварину. У тому ж районі молодий чоловік спостерігав, як при повній відсутності вітру розгойдуються величезні сосни. Придивившись, він помітив серед дерев червоподібну істоту завдовжки, до 25 м, з двома рогами на голові.
Селянин Франсиско де Амарал Варелла розповідав, що в 1870 році на березі річки Ріо-душ-Кавейрас зустрівся з хробаком, товщина якого була близько метра, а морда нагадувала рило свині.
У 1877 році побачила світ найбільш значуща публікація про мінхочао, що належить перу зоолога Фріца Мюллера. Свою статтю він передав німецькому виданню Der Zoologische Garten Мюллер виклав нові факти про хробака-гіганта, зокрема про величезні траншеї, викопані хробаком. Вони були настільки великі, що відводили річки і знищували сади. У своїй статті Мюллер навів і розповідь багатого плантатора Лебина Хосе душ Сантоса, який чув про мертвих мінхочао, знайдених біля річки Арапехі в Уругваї. Один з монстрів був затиснутий між скелями. Він мав товсту, немов кора сосни, шкіру, чимось схожу на панцир броненосця.
З кінця XIX століття свідоцтва про зустрічі з хробаком припинилися.